# Avenida de los Toreros
La avenida de los Toreros es una calle de Madrid en el barrio de la Guindalera del distrito de Salamanca. Comienza en la calle de Francisco Silvela y discurre hacia el este hasta la calle de Roberto Domingo, tras rodear parte de la plaza de toros de Las Ventas, por su lado norte.

## Historia
La calle, como toda la zona en la que se encuentra, tuvo su origen en la urbanización de las huertas de la Guindalera a partir de 1874, en la zona alta del viejo distrito de Buenavista. Primero se llamó calle de Julián Marín, dedicada a uno de los dos promotores de la Colonia Madrid Moderno, junto con Francisco Navacerrada —del que sí se conserva calle—, la de Marín cambió su nombre en 1931 por el de Avenida de los Toreros.
La calle tuvo en su acera derecha el costado del desaparecido parque Rusia que después de ser transformado sucesivamente en «pista para automóviles», y el «dancing» “El Parque” durante la guerra civil española, acabaría siendo ocupado por edificios de viviendas.

## Edificios
En su inicio, haciendo esquina con el antiguo Camino de Ronda, luego calle Francisco Silvela, se conserva la Casa-cuna Nuestra Señora de las Mercedes, obra de Luis Gutiérrez Soto. Y junto a ella, en el número 5, el antiguo edificio de baños públicos municipales, diseñado por José Lorite, reformado por Salvador Pérez Arroyo en 1982, que convirtió pabellones y piscinas en biblioteca y salón de actos del Centro Cultural y Biblioteca Pública Municipal Buenavista.
En el número 45 se encuentra el "CEIP Fundación Caldeiro", «institución benéfico-docente para huérfanos de Madrid, inaugurada el 19 de marzo de 1911»; y en el 33, el más moderno "IES Avenida de los Toreros".
En el eje central del tramo de la avenida que circunvala la plaza de toros, tiene su acceso el Museo Taurino.

## Vecinos
Entre sus vecinos se encontró el general Rafael Hierro Martínez, director general de Seguridad, que tuvo su domicilio en el número 71. En ese mismo número, una placa colocada en el año 2013 por el Ayuntamiento de Madrid, informa de que en esa casa vivió de 1947 a 1964 Gonzalo Torrente Ballester y que «en ella escribió la trilogía Los gozos y las sombras».Finalmente, otra placa conmemorativa del Ayuntamiento de Madrid colocada en 2002 recuerda que en el número 16 vivió y escribió la mayor parte de su obra el poeta José García Nieto (1914-2001).